# 国鉄ワ20300形貨車
国鉄ワ20300形貨車（こくてつワ20300がたかしゃ）は、かつて鉄道省に在籍した10 t 積みの有蓋車である。
本形式と同様の経緯にて誕生したワ20500形、又同時期に同様の経緯にて誕生したワ20400形についても本項目で解説する。

## 概要
1937年（昭和12年）6月1日に信濃鉄道が買収され、それに伴い信濃鉄道に在籍していた有蓋車7両（ワ400,ワ401,ワ500 - ワ504）が鉄道省に編入され、形式名ワ20300形、ワ20500形が付与された。当時多くの私鉄が国有化され、多くの貨車が鉄道省車籍に編入されたが、この際鉄道省形式に改番された車両と、改番されずに私鉄時代の形式番号のまま運用された車両の2種類が存在した。鉄道省形式が付与されなかった理由は、形式両数が少なかった、積載荷重10 t 以下の小型車であった、車両の構造が鉄道省貨車に対して差異が大きかったなどがある。改番されずに私鉄時代の形式番号のまま運用された車両は、運用制限車（地域限定運用車）となり数年で廃車又は他形式へと改造され形式消滅した。

## ワ20300形
前述のワ400,ワ401は形式名ワ20300形（ワ20300,ワ20301）と定められた。本形式は10 t 積みであり形式車両数も少なかったが鉄道省形式が付与された。種車は1914年（大正3年）に天野工場にて製作された車両である。
約5年後の1942年（昭和17年）12月にワ20300は小倉工場にてヤ331へ、1943年（昭和18年）1月にワ20301は苗穂工場にてヤ337へそれぞれ改造され形式消滅した。
車体塗色は黒一色であり、寸法関係は、全長は6,419 mm、全幅は2,412 mm、全高は3,238 mm、実容積は21.4 m3、自重は5.78 t、換算両数は積車1.2、空車0.6である。

## ワ20500形
前述のワ500 - ワ504は形式名ワ20500形（ワ20500 - ワ20504）と定められた。本形式は12 t 積みであり形式車両数も少なかったがワ20300形同様鉄道省形式が付与されたのは、後述のワ20400形の種車となった北九州鉄道ワ500形との混同を避けたものと考えられる。種車は1922年（大正11年）に日本車輌製造東京支店（旧天野工場）にて製作された車両である。
約5年後の1942年（昭和17年）12月にワ20501,ワ20504は新小岩工場、小倉工場にてヤ316,ヤ334へ、1943年（昭和18年）1月にワ20500,ワ20502,ワ20503は五稜郭工場、苗穂工場にてヤ346,ヤ340,ヤ341へそれぞれ改造され形式消滅した。
車体塗色は黒一色であり、寸法関係は、全長は6,470 mm、全幅は2,539 mm、全高は3,232 mm、実容積は22.9 m3、自重は5.96 t、換算両数は積車1.6、空車0.8である。

## ワ20400形
1937年（昭和12年）10月1日に北九州鉄道が買収され、それに伴い北九州鉄道に在籍していたワ500形5両（ワ500 - ワ504）が鉄道省に編入され、形式名ワ20400形（ワ20400 - ワ20404）が付与された。本形式は10 t 積みであり形式車両数も少なかったが鉄道省形式が付与されたのは、前述のワ20500形の種車となった信濃鉄道の車両との混同を避けたものと考えられる。種車は1923年（大正12年）に加藤製作所にて製作された車両である。
約5年後の1942年（昭和17年）11月にワ20402は吹田工場にてヤ322へ、同年12月にワ20401,ワ20403は小倉工場にてヤ327,ヤ333へ、1943年（昭和18年）1月にワ20400,ワ20404は苗穂工場にてヤ338,ヤ339へそれぞれ改造され形式消滅した。
車体塗色は黒一色であり、寸法関係は、全長は6,362.7 mm、全幅は2,562.2 mm、全高は3,399 mm、自重は5.85 t、換算両数は積車1.2、空車0.6である。